# Messe de saint Grégoire

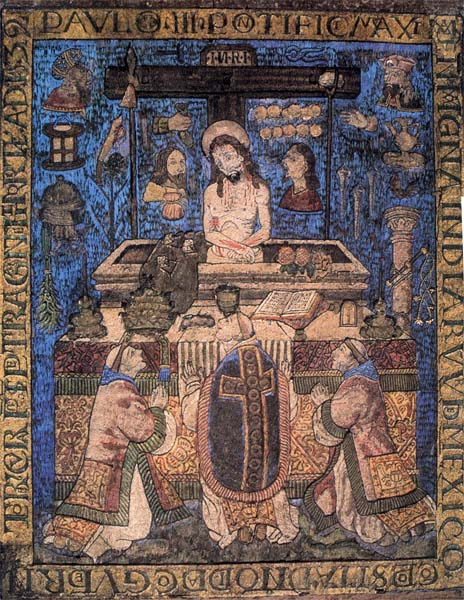
La Messe de saint Grégoire, mosaïque de plumes sur bois 68 x 56 cm, Mexique 1539. Musée des Jacobins d'Auch.
La Messe de Saint Grégoire est à la fois un des tout premiers tableaux chrétiens d’Amérique et probablement une des dernières productions de l’art aztèque. Cette oeuvre témoigne du métissage des cultures : la technique de la plumasserie, typiquement aztèque, est ici utilisée au service d'une iconographie chrétienne.

La Messe de saint Grégoire est un sujet iconographique religieux, inspiré du miracle eucharistique de Rome, apparu à l'époque de la chrétienté médiévale et que l'on retrouve encore après la Contre-Réforme.
Ces œuvres, tableaux, gravures, enluminures, sculptures, etc., représentent le pape Grégoire le Grand (540-604) en train de célébrer la messe en l'église Sainte-Croix-de-Jérusalem de Rome, avec en face de lui sur l'autel la vision du Christ en tant qu'Homme de douleurs, en réponse à sa prière pour convertir une personne doutant de sa présence réelle.

## Historique

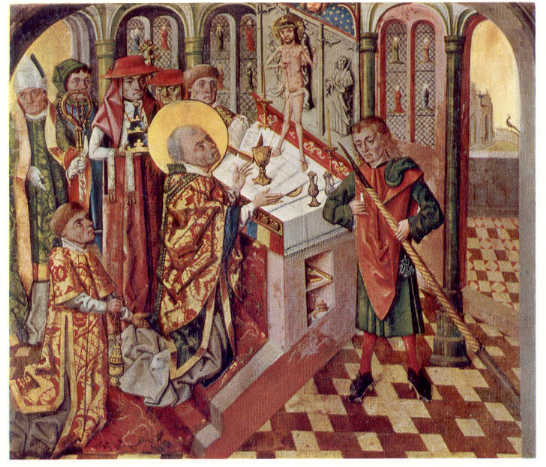
La Messe de saint Grégoire par Bernt Notke (1435-1509). Aarhus, Danemark

### Textes originels
La référence écrite la plus ancienne actuellement connue est le récit, écrit vers 710, du miracle eucharistique de Rome par l'Anonyme de Whitby (moine, ou moniale, du monastère de Streanaeshalch) dans sa vita Gregorii. C'est ce texte qui serait repris au siècle suivant par Jean Diacre dans la Vie de Grégoire le Grand (texte hagiographique qui serait la seule source de diffusion par la suite de cette histoire), et par l'interpolateur de Paul Diacre (dans sa vitae Gregorii) au IXe siècle. Différents textes reprennent cette histoire au cours des siècles suivants, comme La Légende dorée au XIIIe siècle.
Dans les 3 versions de l'Anonyme de Whitby, de Jean Diacre et de La Légende dorée, le pape Grégoire le Grand célèbre la messe lorsqu'une femme se met à rire au moment de recevoir la communion. Le pape ne lui donne pas la communion et dépose l'hostie sur l'autel.  Après la messe, il questionne la femme qui déclare qu'elle ne croit pas en la présence réelle, puis il prie. Aussitôt après la prière de Grégoire le Grand, l'hostie se transforme en un doigt (Jean Diacre parle seulement d'un morceau de chair) sanguinolent, qu'il montre à la femme qui est frappée de stupeur. Il se remet en prière, l'hostie reprend sa forme originelle et est donnée en communion à la femme.

### Développement du thème iconographique
Le thème iconographique de la Messe de saint Grégoire représente la vision en apparition du Christ de douleur.
C'est surtout après l'Année sainte 1350 à Rome que ce thème connaît rapidement un engouement croissant dans le domaine de l'art auprès des fidèles. En effet, une icône byzantine de mosaïque sur ce sujet, peinte plusieurs siècles auparavant, connaît une nouvelle ferveur. Une copie du XIIIe siècle en est conservée aujourd'hui à Rome, à la basilique Sainte-Croix-de-Jérusalem. Les copies se multiplient et le sommet de la vénération de cette image est atteint pour l'Année sainte 1500, lorsqu'elle est toujours associée à des indulgences. On retrouve ce sujet dans les livres d'heures, puis il se développe grâce à l'imprimerie. La Messe de saint Grégoire est particulièrement populaire au nord des Alpes, où l'on rencontre également des œuvres sculptées. Une gravure sur bois de Dürer datant de 1511 est particulièrement réputée.

## Galerie

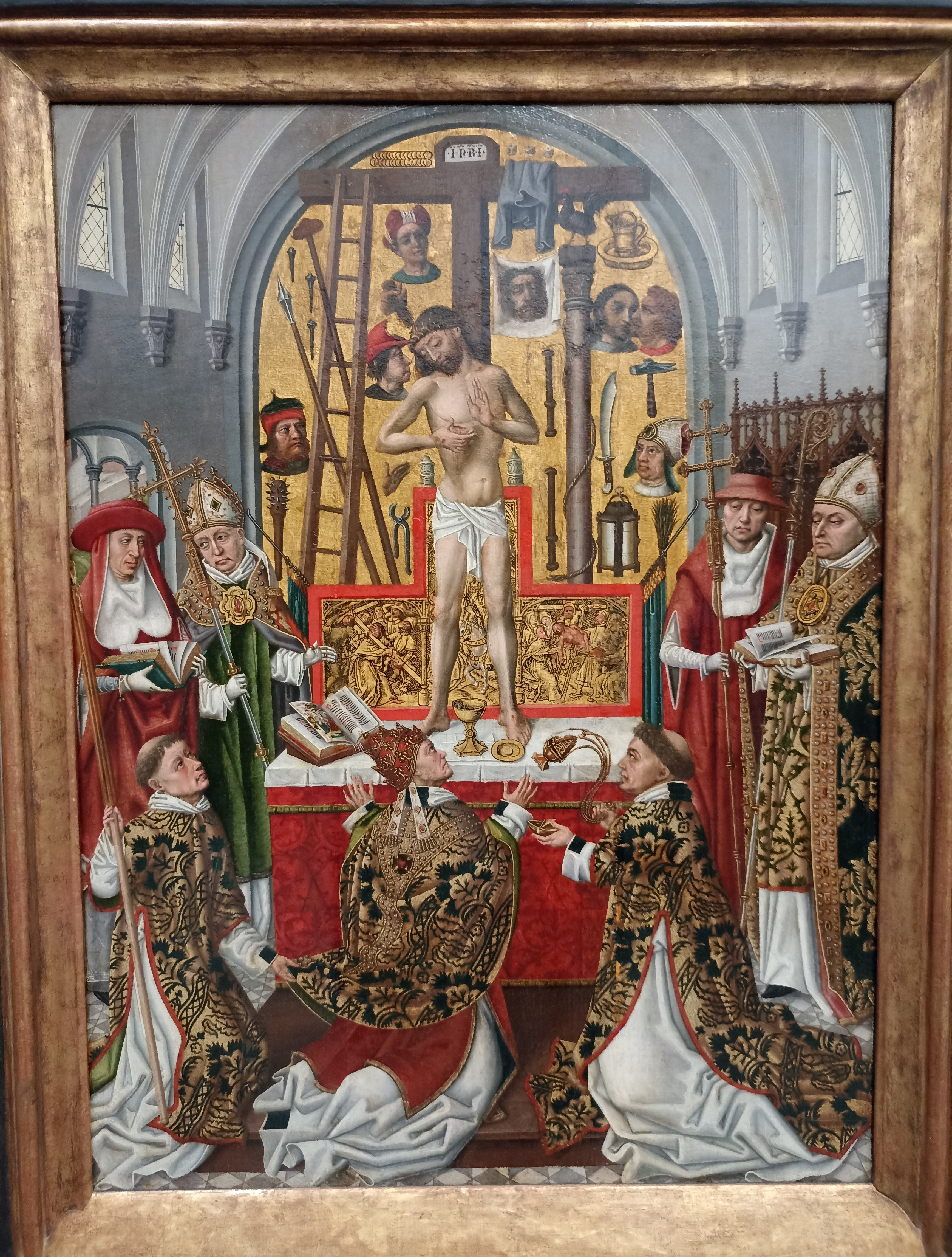
Messe de saint Grégoire, vers 1500, peintre anonyme actif vers Bruxelles, huile sur panneau, musée Groeninge de Bruges
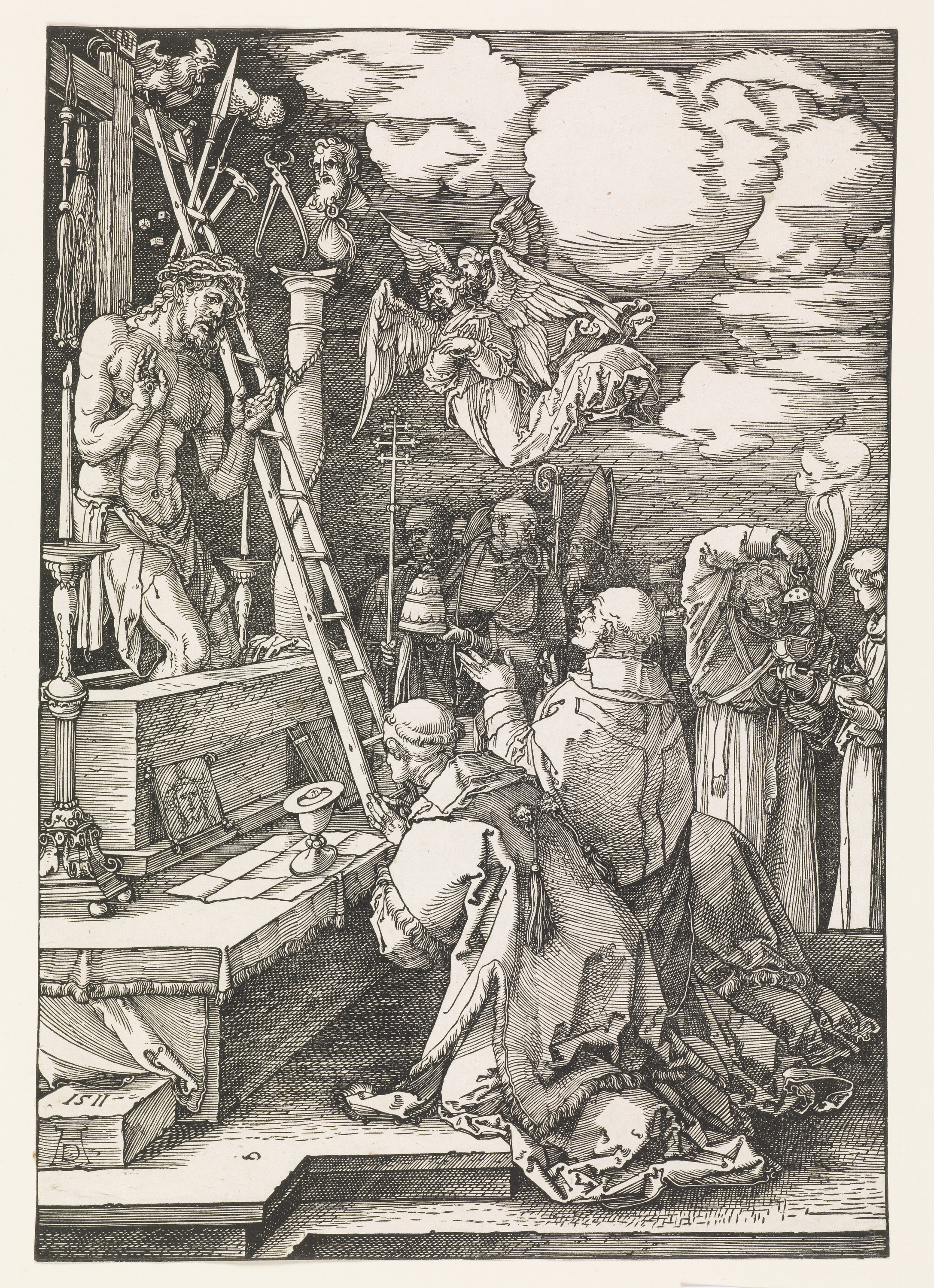
Messe de saint Grégoire, 1511, Albrecht Dürer, National Gallery of art de Washington.
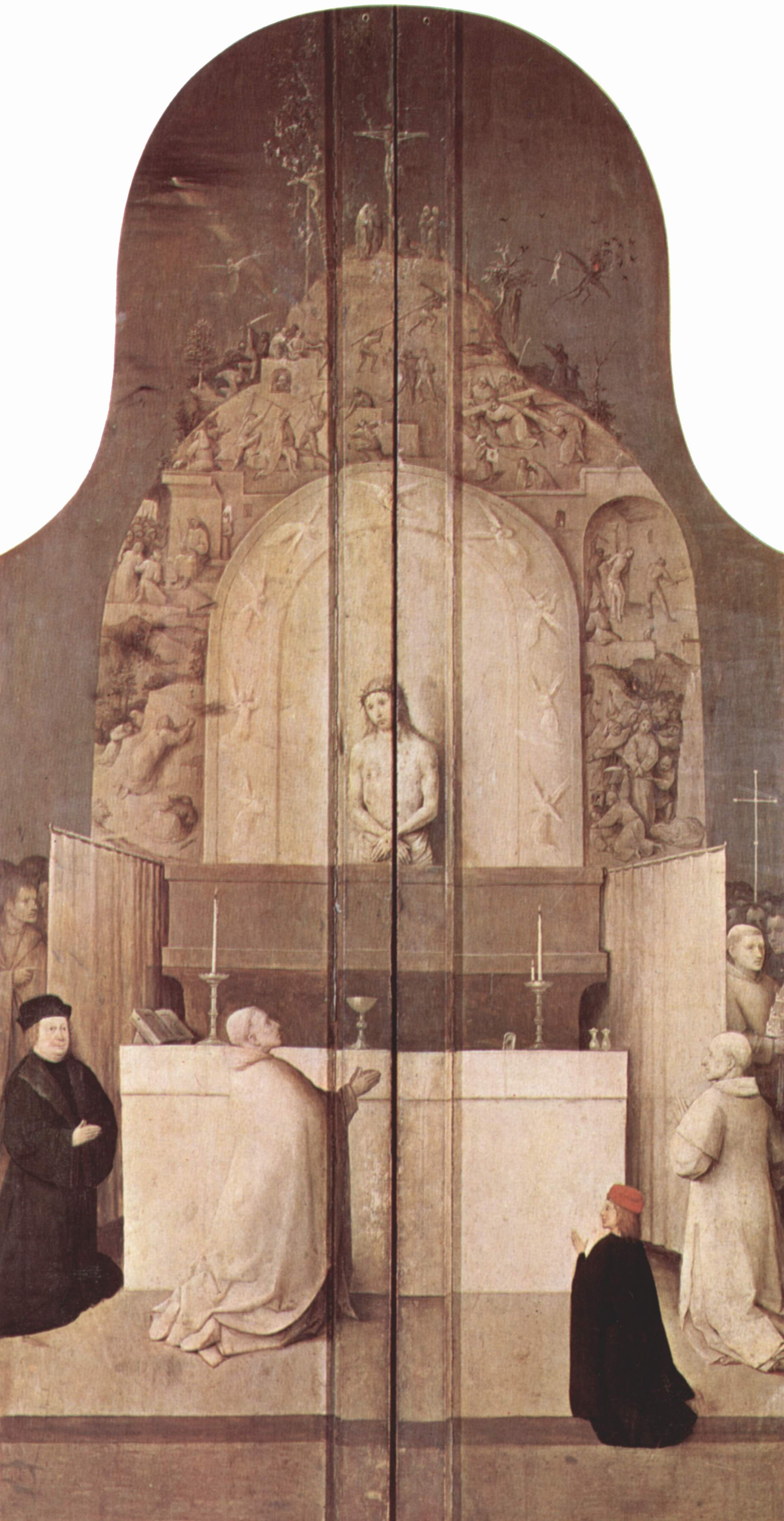
Messe de saint Grégoire, 1495, Jérôme Bosch, Musée du Prado à Madrid.
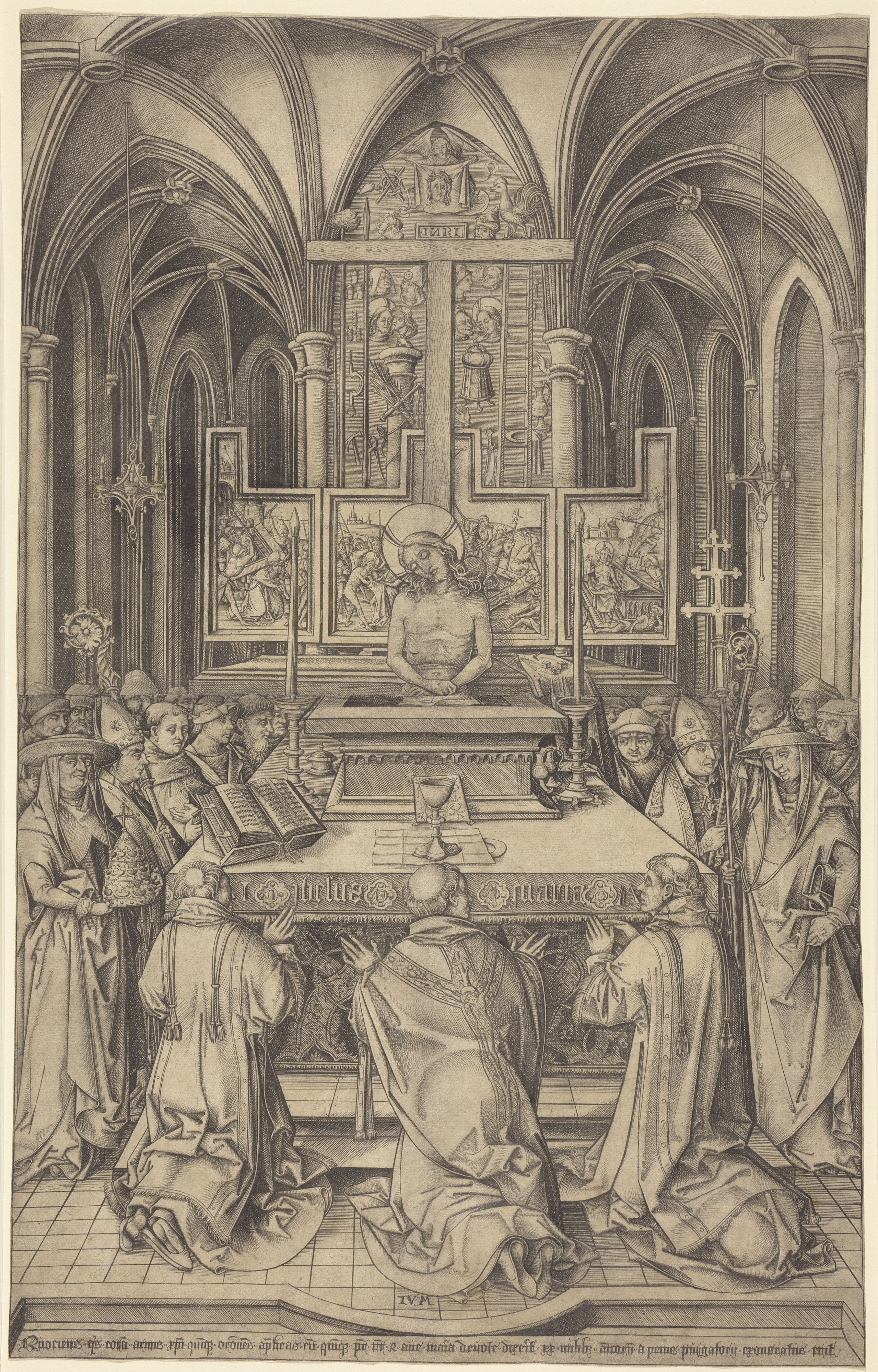
Messe de saint Grégoire, vers 1490, Israël van Meckenem, National Gallery of art de Washington.

## Notes et références

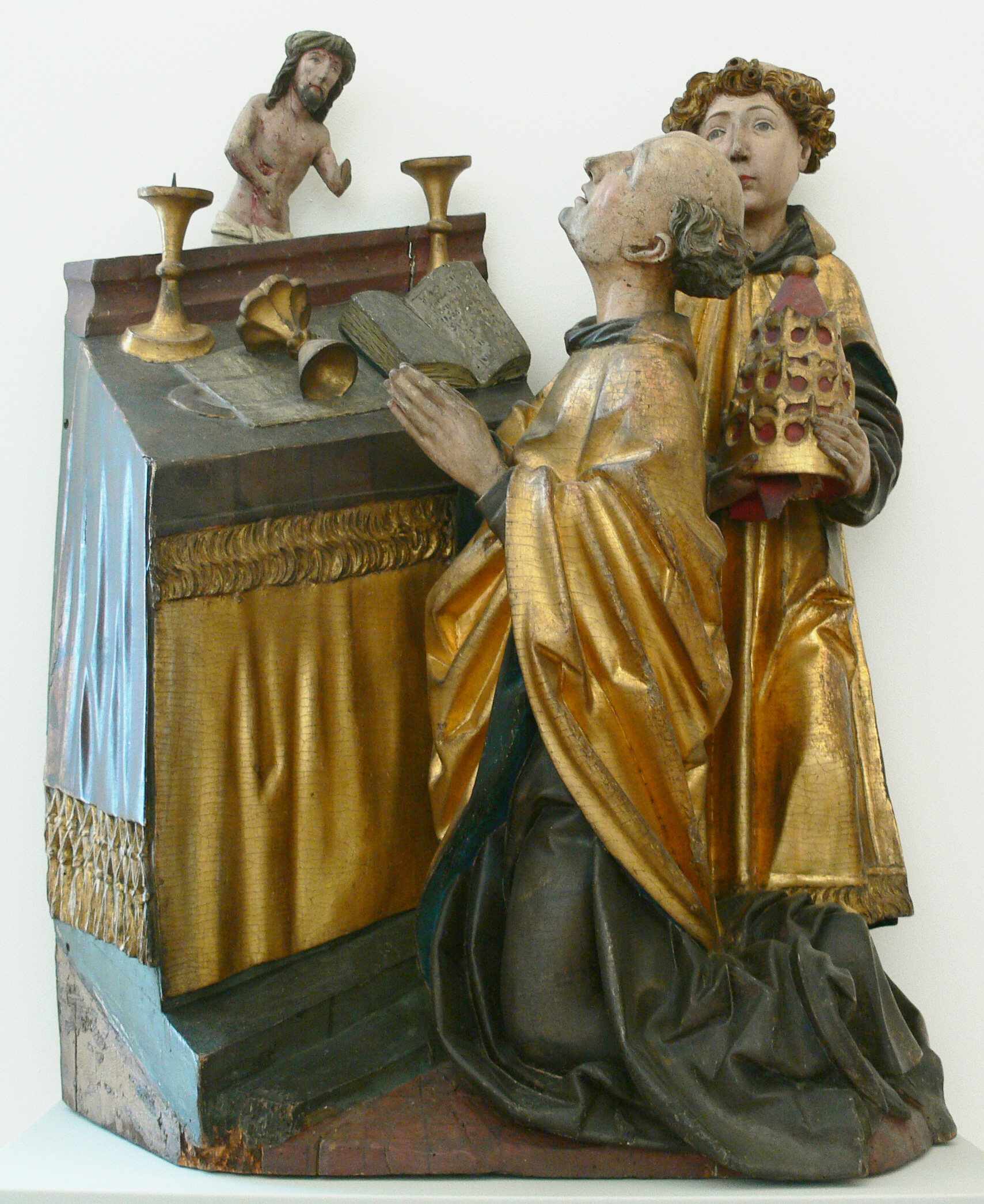
La Messe de saint Grégoire, groupe sculpté de 1480, musée de Bode, Berlin